# C'è posta per te (film)
C'è posta per te (You've Got Mail) è un film del 1998 diretto da Nora Ephron con protagonisti Tom Hanks e Meg Ryan.
Costituisce un remake del classico di Ernst Lubitsch, Scrivimi fermo posta (1940), con la variante che i protagonisti si innamorano scrivendosi via e-mail anziché fermoposta.
La pellicola è stata successivamente distribuita in Italia in home video anche col titolo C'è post@ per te.
Le riprese del film si svolsero dal 23 marzo 1998 al 18 maggio 1998.

## Trama
New York: Joe Fox e Kathleen Kelly vivono e lavorano a pochi isolati di distanza nell'Upper West Side. I negozi che frequentano sono gli stessi e passeggiano per le stesse strade senza mai incontrarsi. Lei, solare e piena di passione, gestisce una piccola libreria per bambini ereditata dalla madre; lui appartiene alla famiglia che gestisce la Fox and sons, una catena di librerie che può permettersi di vendere libri scontati. Entrambi hanno una relazione, ma nessuno dei due è veramente innamorato del rispettivo partner. I due si incontrano in una chatroom usando gli username Shopgirl (commessa) e NY152 e iniziano a scambiarsi e-mail, decidendo però di non rivelarsi mai dettagli personali come i loro veri nomi, il proprio lavoro o la situazione familiare. Di NY152 Kathleen sa solo che ha un cane di nome Brinkley.
Nella vita reale Joe sta per aprire un altro dei suoi negozi proprio vicino alla libreria di Kathleen, cosa vista nient'affatto di buon grado dalle librerie indipendenti della zona causa l'aggressiva concorrenza attuata verso di loro. Prima che il negozio apra i battenti, Joe e Kathleen si incontrano per caso nella libreria di Kathleen: Joe è in compagnia di due bambini (il suo fratellastro e la figlia di suo nonno) che, vista la pubblicità davanti al negozio, vogliono partecipare all’evento “La signora delle favole”, durante il quale Kathleen legge ai bambini un libro di Roald Dahl. Joe e Kathleen hanno un simpatico scambio di battute, ma quando lei accenna al problema della futura concorrenza, lui omette il proprio cognome e si presenta solo come Joe, nonostante il fratellino sillabi ripetutamente il cognome F-o-x. In seguito i due si ritrovano a un evento con altri membri del business dell’editoria e qui Kathleen viene a sapere la vera identità di Joe. I due hanno stavolta un acceso e spiacevole scambio di opinioni e si lasciano ognuno con una pessima opinione dell’altro.
Preoccupata per il destino della sua libreria, Kathleen chiede consiglio a NY152, ma l’accordo di non rivelare dettagli personali impedisce a Joe di capire la situazione e fa sì che l’incoraggi a lottare per difendere il suo negozio. Kathleen si dà da fare chiamando la televisione, organizzando proteste dei residenti del West Side, chiedendo al proprio fidanzato giornalista di difendere la libreria sia sulla carta stampata, che durante un talk show, tutte cose che irritano profondamente Joe. Nonostante il supporto dei media e della gente del quartiere, il negozio di Kathleen naviga in cattive acque e, sentendo il bisogno di essere supportata dal suo amico di penna, propone a NY152 di incontrarsi in un caffè: lei lo aspetterà seduta con una copia di Orgoglio e Pregiudizio e una rosa rossa.
Joe si reca all’incontro teso e pieno di speranze, confidando all’amico Kevin che se Shopgirl si fosse rivelata carina e piacevole di persona come durante lo scambio di mail, avrebbe preso seriamente in considerazione l’idea di sposarla. Tuttavia, scoprendo dalla porta a vetri del negozio la vera identità della sua amica di penna, in un primo momento decide di non presentarsi all’incontro, salvo poi raggiungerla al tavolo senza rivelarle di essere il "NY152" che lei stava aspettando, ma fingendo invece di trovarsi lì per caso. Purtroppo i due litigano nuovamente e l'incontro finisce con Joe che se ne va offeso e deciso a interrompere i contatti. Tuttavia per e-mail lei si mostra ferita (credendo che l’amico le abbia dato buca) e al tempo stesso pentita di aver insultato Joe Fox. Joe capisce che quella sera Kathleen era tesa e preoccupata non vedendo arrivare il suo amico di penna a cui sperava di chiedere consigli e che si era sentita umiliata e provocata dei tentativi di Joe di attaccare bottone. Rispondendo all’e-mail, senza rivelare la propria identità, si mostra perciò dispiaciuto e si dice responsabile della pessima piega che la  serata aveva preso per Kathleen. Le propone però di continuare a scriversi rimandando a un imprecisato futuro il momento del loro incontro.
Nel frattempo le vendite di Kathleen continuano a scendere e lei prende la decisione di chiudere il negozio. Contemporaneamente sia lei che Joe si lasciano con i rispettivi compagni e dopo uno scambio di opinioni con suo padre, Joe capisce di amare Kathleen e decide di provare a conquistarla. Un giorno, sapendola malata, Joe la va a trovare a casa portandole delle margherite, i suoi fiori preferiti, e lei inizia a scorgere i lati positivi dell’uomo. Quando si incontrano per caso nel quartiere i due, invece di evitarsi, come facevano prima, iniziano a frequentarsi. Lei gli racconta del suo amico anonimo di cui è molto presa, lui le dà spago, sempre mantenendo nascosta la propria identità di NY152. I due trovano piacevole la compagnia dell’altro e iniziano a legare come amici.
NY152 propone finalmente a Shopgirl di incontrarsi di persona in Riverside Park. Prima di recarsi all’appuntamento, Kathleen incontra Joe che le dichiara i propri sentimenti con la speranza che lei lo preferisca a NY152. Kathleen è sorpresa e forse anche tentata, ma ritiene il suo legame con NY152 troppo forte, avendo pensato fino a quel momento che fosse l’unica persona veramente adatta a lei.
Una volta giunta in Riverside Park, vede apparire un golden retriever e sente la voce di Joe chiamare Brinkley. Quando lo vede apparire, capisce finalmente ogni cosa e fra le lacrime gli dice: «Volevo tanto che fossi tu. Volevo che fossi tu con tutta me stessa». I due si scambiano un bacio mentre Brinkley fa loro le feste.

## Colonna sonora
1. Harry Nilsson - The Puppy Song - 2:43
2. The Cranberries - Dreams - 4:31
3. Bobby Darin - Splish Splash - 2:12
4. Louis Armstrong - Dummy Song - 2:19
5. Harry Nilsson - Remember - 4:02
6. Roy Orbison - Dream - 2:12
7. Bobby Day - Rockin' Robin - 2:36
8. Randy Newman - Lonely at the Top - 2:32
9. Stevie Wonder - Signed, Sealed, Delivered I'm Yours - 2:38
10. Sinéad O'Connor - I Guess the Lord Must Be in New York City - 3:08
11. Harry Nilsson - Over the Rainbow - 3:31
12. Carole King - Anyone At All - 3:09
13. Billy Williams - I'm Gonna Sit Right Down and Write Myself a Letter - 2:08
14. George Fenton - The 'You've Got Mail' Suite - 5:36
15. Jimmy Durante - You Made Me Love You - 3:04

## Accoglienza

### Incassi
Con circa 65000000 $ di budget, l'incasso al botteghino è stato di circa 250000000 $.

### Critica
Su Rotten Tomatoes il film ottiene un indice di gradimento del 70% basato su 89 recensioni, con un voto medio di 6,30/10.
Metacritic dà un punteggio medio di 57 su 100, basato sulle recensioni di 19 critici (recensioni miste o medie).